# Oscar za najbolju glavnu glumicu
Oscar za najbolju glavnu glumicu (eng. Academy Award for Best Performance by an Actress in a Leading Role) je jedan od Oscara za zasluge koje svake godine dodjeljuje Akademija filmskih umjetnosti i znanosti (AMPAS) kako bi odala počast glumici koja je odigrala izvanrednu izvedbu tijekom rada u filmskoj industriji. Prije 49. dodjele Oscara (1976.), ova nagrada jednostavno je bila poznata kao Oscar za zasluge za izvedbu glumice. No, od samog začetka je bila poznata kao Oscar za najbolju glumicu. Dok glumice za ovu nagradu biraju članovi Akademije koji su glumci i glumice, pobjednice biraju svi članovi Akademije.

## Povijest
Tijekom posljednjih 80 godina, računajući izjednačenja i po pobjednice, Akademija je dodijelila ukupno 81 nagradu 67 različitih glumica. Dobitnice ovog Oscara za zasluge dobivaju običnu statuu Oscara koja prikazuje pozlaćenog viteza koji drži križarski mač i stoji na roli filma. Prva dobitnica bila je Janet Gaynor koja je nagrađena na prvoj dodjeli (1927./1928.) za svoje izvedbe u Sedmom nebu, Uličnom anđelu i Svitanju. Posljednja dobitnica je Marion Cotillard koja je nagrađena na 80. dodjeli (2007.) za ulogu legendarne francuske šansonijerke Edith Piaf u La Vie en Rose.
U prve tri godine dodjele Oscara, pojedinci kao što su glumci i redatelji bili su nominirani kao najbolji u svojim kategorijama. Tada je cijeli njihov opus tijekom kvalificirajućeg razdoblja (u nekim slučajevima i po tri filma) bio navođen iza nagrade. No, tijekom 3. dodjele (1929./1930.), samo je jedan od tih filmova navođen za pojedinu nagradu, iako je svaki glumački pobjednik iza svojeg imena imao dva filma. Za 4. dodjelu Oscara (1930./1931.) je ovaj zbunjujući sustav zamijenjen sadašnjim u kojem je glumica nominirana za pojedinu izvedbu u pojedinom filmu. Takve nominacije su ograničene na njih pet po godini. Do 8. dodjele Oscara (1935.), nominacije za najbolju glumicu su uključivale sve glumice, bilo da je izvedba bila glavna ili sporedna. Od 9. dodjele (1936.) je uvedena kategorija najbolje sporedne glumice kao pojedinačna nagrada nakon prigovora da se u kategoriji najbolje glumice favoriziralo one koje su imale više vremena na ekranu. Bez obzira na to, May Robson je nominirana za najbolju glumicu (Dama za jedan dan, 1933.) za svoju izvedbu iako je ona bila očigledno sporedna. Danas kategorije najboljeg glavnog glumca, najbolje glavne glumice, najboljeg sporednog glumca i najbolje sporedne glumice čine četiri Akademijine nagrade za zasluge za glumu koje se dodjeljuju svake godine.

## Superlativi
| Superlativ                               | Najbolja glumica                                                                              | Najbolja glumica | Najbolja sporedna glumica      | Najbolja sporedna glumica | Ukupno                       | Ukupno |
| ---------------------------------------- | --------------------------------------------------------------------------------------------- | ---------------- | ------------------------------ | ------------------------- | ---------------------------- | ------ |
| Glumica s najviše nagrada                | Katharine Hepburn                                                                             | 4                | Shelley Winters i Dianne Wiest | 2                         | Katharine Hepburn            | 4      |
| Glumica s najviše nominacija             | Katharine Hepburn                                                                             | 12               | Thelma Ritter                  | 6                         | Meryl Streep                 | 14     |
| Glumica s najviše nominacija bez pobjede | Deborah Kerr                                                                                  | 6                | Thelma Ritter                  | 6                         | Deborah Kerr i Thelma Ritter | 6      |
| Film s najviše nominacija                | Sve o Evi; Iznenada, prošlog ljeta; Životna prekretnica; Vrijeme nježnosti; i Thelma i Louise | 2                | Tom Jones                      | 3                         | Sve o Evi                    | 4      |
| Najstarija pobjednica                    | Jessica Tandy                                                                                 | 80               | Peggy Ashcroft                 | 77                        | Jessica Tandy                | 80     |
| Najstarija nominirana                    | Jessica Tandy                                                                                 | 80               | Gloria Stuart                  | 87                        | Gloria Stuart                | 87     |
| Najmlađa pobjednica                      | Marlee Matlin                                                                                 | 21               | Tatum O'Neal                   | 10                        | Tatum O'Neal                 | 10     |
| Najmlađa nominirana                      | Keisha Castle-Hughes                                                                          | 13               | Tatum O'Neal                   | 10                        | Tatum O'Neal                 | 10     |

Katharine Hepburn, s četiri pobjede, ima više nagrada za najbolju glumicu nego ijedna druga glumica. Jedanaest žena je dvaput osvojilo nagradu za najbolju glumicu. One su, kronološki: Luise Rainer, Bette Davis, Olivia de Havilland, Vivien Leigh, Ingrid Bergman, Elizabeth Taylor, Glenda Jackson, Jane Fonda, Sally Field, Jodie Foster i Hilary Swank.
Samo su dvije glumice osvojile nagradu dvije godine uzastopno: Luise Rainer (1936. i 1937.) i Katharine Hepburn (1967. i 1968.).
Meryl Streep drži rekord u kategoriji najbolje glumice s 16 nominacija. Meryl Streep je 16 puta bila nominirana (12 za najbolju i 4 puta za sporednu glumicu), čime drži ukupni rekord po broju nominacija u svim glumačkim kategorijama.
Postoji samo jedno izjednačenje u ovoj kategoriji. To se dogodilo 1968. godine kad su Katharine Hepburn i Barbra Streisand obje dobile nagradu. Za razliku od izjednačenja u kategoriji najboljeg glumca 1932. godine, Hepburn i Streisand su dobile jednak broj glasova.
Samo su dvaput sestre bile nominirane za najbolju glumicu tijekom iste godine: Olivia de Havilland i Joan Fontaine 1941. i Lynn Redgrave i Vanessa Redgrave 1966. godine.
Samo su dva para glumica bile nominirane za ovu nagradu za istu ulogu: Jeanne Eagels i Bette Davis kao Leslie Crosbie u Pismu (1929. i 1940.), i Janet Gaynor i Judy Garland kao Vicki Lester u Zvijezda je rođena (1937. i 1954.). Osim toga, Judi Dench i Kate Winslet su nominirane (Dench za najbolju glumicu, a Winslet za sporednu) za portrete Iris Murdoch u različitim godinama u filmu Iris iz 2001. godine Winslet i Gloria Stuart su također nominirane (Winslet za najbolju glumicu, a Stuart za sporednu) za portrete Rose DeWitt u Titanicu.
Na 71. dodjeli Oscara (1998.) dogodio se jedinstven slučaj glumica koje su nominirane u istoj godini za portret iste junakinje u različitim filmovima. Cate Blanchett je nominirana za najbolju glumicu za ulogu kraljice Elizabete I. u Elizabeti, dok je Judi Dench nominirana (i pobijedila) za najbolju sporednu glumicu za ulogu istog lika u Zaljubljenom Shakespeareu. Nadalje, Cate Blanchett je jedina glumica koja je nominirana dvaput za istu ulogu (kraljicu Elizabetu I.), prvo 1998. za Elizabetu, a zatim i 2007. godine za Zlatne godine kraljice Elizabete. Blanchett je i jedina glumica koja je osvojila Oscara za ulogu ranijeg dobitnika Oscara: Katharine Hepburn u Avijatičaru 2004. godine kad je dobila nagradu za najbolju sporednu glumicu.
Kate Winslet s 31 godinom je postala najmlađa glumica koja je nominirana za pet Oscara.
Halle Berry, koja je pobijedila 2002. godine za svoju ulogu u Monster's Ball, prva je i jedina žena afričkog podrijetla koja je dobila nagradu za najbolju glumicu. Samo je još šest afro-američkih glumica bilo nominirano: Dorothy Dandridge, Diana Ross, Cicely Tyson, Diahann Carroll, Whoopi Goldberg i Angela Bassett. Osim toga, samo su tri glumice hispanskog podrijetla bile nominirane za ovu nagradu, ali nijedna nije osvojila: Salma Hayek, Catalina Sandino Moreno i Penelope Cruz. Jedna je brazilska glumica bila nominirana: Fernanda Montenegro, koja je postala prva latinoamerička glumica ikad nominirana. Nicole Kidman je prva i jedina australska glumica koja je osvojila nagradu za najbolju glumicu (Sati, 2003.); druge australske nominirane glumice su Cate Blanchett za Elizabetu (1998.) i Zlatne godine kraljice Elizabete (2007.) i Naomi Watts za 21 gram (2004.).
Sophia Loren i Marion Cotillard su jedine glumice koje su osvojile nagradu za izvedbu na stranom jeziku: Loren za svoju ulogu na talijanskom u Dvije žene (1960.), a Cotillard za svoju izvedbu na francuskom u La Vie en Rose (2007.).
Jane Wyman, Marlee Matlin i Holly Hunter su jedine glumice u post-nijemoj eri koje su osvojile Oscara za nijemu ulogu. Wyman, koja je igrala gluhonijemu žrtvu silovanja u Johnny Belinda (1948.), bila je prva osoba u zvučnoj eri koja je osvojila glumački Oscar bez izgovorene rečenice dijaloga. Matlin je osvojila nagradu za izvedbu američkim jezikom znakova u Djeci manjeg boga (1986.), a Hunter za ulogu na britanskom jeziku znakova u Glasoviru (1993.). Za razliku od Matlin, koja je gotovo gluha u stvarnom životu i zato nije izgovorila nijednu rečenicu u filmu, Hunterin pripovjedački glas se može čuti u samo nekoliko scena, posebno na kraju filma.
Helen Hayes, Ingrid Bergman, Maggie Smith, Meryl Streep i Jessica Lange su osvojile nagrade za najbolju i sporednu glumicu.
Nijedna izvedba najbolje glumice nije izgubljena, iako je Sadie Thompson (1928.) nekompletan te mu nedostaju dijelovi koji su rekonstruirani fotografijama.

## Pobjednici i nomimirani
Vodeći se Akademijinom praksom, filmovi ispod poredani su po godinama njihova prikazivanja u Los Angelesu, što je obično (ali ne i uvijek) u godini izdanja. Na primjer, Oscar za najbolju glumicu za 1999. se dodjeljuje tijekom svečanosti održane 2000.

### 1920-e
| Godina        | Dobitnica film                                      | Nominirane |
| ------------- | --------------------------------------------------- | --- |
| 1927. – 1928. | Janet Gaynor – Sedmo nebo – Ulični anđeo – Svitanje | Louise Dresser – A Ship Comes In Gloria Swanson – Sadie Thompson                                                                                   |
| 1928. – 1929. | Mary Pickford – Koketa                              | Ruth Chatterton – Madame X Betty Compson – The Barker Jeanne Eagels – Pismo Corinne Griffith – Božanstvena žena Bessie Love – Broadwayska melodija |

### 1930-e
| Godina        | Dobitnica film                             | Nominirane |
| ------------- | ------------------------------------------ | --- |
| 1929. – 1930. | Norma Shearer – Raspuštenica               | Nancy Carroll – The Devil's Holiday Ruth Chatterton – Sarah i sin Greta Garbo – Anna Christie i Romansa Norma Shearer – Their Own Desire Gloria Swanson – Uljez    |
| 1930. – 1931. | Marie Dressler – Min i Bill                | Marlene Dietrich – Maroko Irene Dunne – Cimarron Ann Harding – Praznik Norma Shearer – Slobodna duša                                                               |
| 1931. – 1932. | Helen Hayes – Grijeh Madelon Claudet       | Marie Dressler – Emma Lynn Fontanne – Stražar |
| 1932. – 1933. | Katharine Hepburn – Jutarnja slava         | May Robson – Dama za jedan dan Diana Wynyard – Kavalkada |
| 1934.         | Claudette Colbert – Dogodilo se jedne noći | Grace Moore – Jedna noć ljubavi Norma Shearer – Barrettovi iz ulice Wimpole                                                                                        |
| 1935.         | Bette Davis – Opasna                       | Elisabeth Bergner – Escape Me Never Claudette Colbert – Privatni svjetovi Katharine Hepburn – Alice Adams Miriam Hopkins – Becky Sharp Merle Oberon – Mračni anđeo |
| 1936.         | Luise Rainer – Veliki Ziegfeld             | Irene Dunne – Theodora Goes Wild Gladys George – Valiant Is the Word for Carrie Carole Lombard – Moj čovjek Godfrey Norma Shearer – Romeo i Julija                 |
| 1937.         | Luise Rainer – Dobra zemlja                | Irene Dunne – Strašna istina Greta Garbo – Camille Janet Gaynor – Zvijezda je rođena Barbara Stanwyck – Stella Davis                                               |
| 1938.         | Bette Davis – Stella Davis                 | Fay Bainter – White Banners Wendy Hiller – Pygmalion Norma Shearer – Marija Antoaneta Margaret Sullavan – Tri ratna druga                                          |
| 1939.         | Vivien Leigh – Zameo ih vjetar             | Bette Davis – Mračna pobjeda Irene Dunne – Ljubavna afera Greta Garbo – Ninočka Greer Garson – Zbogom, gospodine Chips                                             |

### 1940-e
| Godina | Dobitnica film                       | Nominirane |
| ------ | ------------------------------------ | --- |
| 1940.  | Ginger Rogers – Kitty Foyle          | Bette Davis – Pismo Joan Fontaine – Rebecca Katharine Hepburn – Priča iz Philadelphije Martha Scott – Naš grad                                               |
| 1941.  | Joan Fontaine – Sumnja               | Bette Davis – Male lisice Olivia de Havilland – Zaustavi zoru Greer Garson – Cvijeće u prašini Barbara Stanwyck – Vatrena kugla                              |
| 1942.  | Greer Garson – Gđa. Miniver          | Bette Davis – A sada, putniče Katharine Hepburn – Žena godine Rosalind Russell – Moja sestra Eileen Teresa Wright – Ponos Jenkija                            |
| 1943.  | Jennifer Jones – Bernadettina pjesma | Jean Arthur – Što brojniji, to veseliji Ingrid Bergman – Kome zvono zvoni Joan Fontaine – The Constant Nymph Greer Garson – Madame Curie                     |
| 1944.  | Ingrid Bergman – Plinsko svjetlo     | Claudette Colbert – Otkad si otišao Bette Davis – G. Skeffington Greer Garson – Gospođa Parkington Barbara Stanwyck – Dvostruka obmana                       |
| 1945.  | Joan Crawford – Mildred Pierce       | Ingrid Bergman – Zvona Svete Marije Greer Garson – Dolina osvete Jennifer Jones – Ljubavna pisma Gene Tierney – Prepusti je nebu                             |
| 1946.  | Olivia de Havilland – Svakom svoje   | Celia Johnson – Kratak susret Jennifer Jones – Dvoboj na suncu Rosalind Russell – Sestra Kenny Jane Wyman – Proljeće života                                  |
| 1947.  | Loretta Young – Farmerova kći        | Joan Crawford – Opsjednuta Susan Hayward – Smash-Up, the Story of a Woman Dorothy McGuire – Džentlmenski sporazum Rosalind Russell – Korota pristaje Elektri |
| 1948.  | Jane Wyman – Johnny Belinda          | Ingrid Bergman – Ivana Orleanska Olivia de Havilland – Zmijsko leglo Irene Dunne – I Remember Mama Barbara Stanwyck – Žalim, pogrešan broj                   |
| 1949.  | Olivia de Havilland – Nasljednica    | Jeanne Crain – Pinky Susan Hayward – My Foolish Heart Deborah Kerr – Edward, moj sin Loretta Young – Pridružite se stadu                                     |

### 1950-e
| Godina | Dobitnica film                         | Nominirane |
| ------ | -------------------------------------- | --- |
| 1950.  | Judy Holliday – Jučer rođena           | Anne Baxter – Sve o Evi Bette Davis – Sve o Evi Eleanor Parker – U kavezu Gloria Swanson – Bulevar sumraka                                               |
| 1951.  | Vivien Leigh – Tramvaj zvan čežnja     | Katharine Hepburn – Afrička kraljica Eleanor Parker – Detektivska priča Shelley Winters – Mjesto pod suncem Jane Wyman – Plavi veo                       |
| 1952.  | Shirley Booth – Vrati se, mala Shebo   | Joan Crawford – Sudden Fear Bette Davis – Zvijezda Julie Harris – The Member of the Wedding Susan Hayward – S pjesmom u srcu                             |
| 1953.  | Audrey Hepburn – Praznik u Rimu        | Leslie Caron – Lili Ava Gardner – Mogambo Deborah Kerr – Odavde do vječnosti Maggie McNamara – Mjesec je tužan                                           |
| 1954.  | Grace Kelly – Provincijalka            | Dorothy Dandridge – Carmen Jones Judy Garland – Zvijezda je rođena Audrey Hepburn – Sabrina Jane Wyman – Veličanstvena opsesija                          |
| 1955.  | Anna Magnani – Tetovirana ruža         | Susan Hayward – Plakat ću sutra Katharine Hepburn – Ljetno doba Jennifer Jones – Love is a Many-Splendored Thing Eleanor Parker – Prekinuta melodija     |
| 1956.  | Ingrid Bergman – Anastazija            | Carroll Baker – Baby Doll Katharine Hepburn – The Rainmaker Nancy Kelly – Sjeme zla Deborah Kerr – Kralj i ja                                            |
| 1957.  | Joanne Woodward – Tri Evina lica       | Deborah Kerr – Nebo zna, g. Allison Anna Magnani – Divlji vjetar Elizabeth Taylor – Drvo života Lana Turner – Gradić Peyton                              |
| 1958.  | Susan Hayward – Želim živjeti!         | Deborah Kerr – Odvojeni stolovi Shirley MacLaine – Neki su dotrčali Rosalind Russell – Auntie Mame Elizabeth Taylor – Mačka na vrućem limenom krovu      |
| 1959.  | Simone Signoret – Put u visoko društvo | Doris Day – Šaputanje na jastuku Audrey Hepburn – Priča o opatici Katharine Hepburn – Iznenada, prošlog ljeta Elizabeth Taylor – Iznenada, prošlog ljeta |

### 1960-e
| Godina | Dobitnica film                                                            | Nominirane |
| ------ | ------------------------------------------------------------------------- | --- |
| 1960.  | Elizabeth Taylor – Butterfield 8                                          | Greer Garson – Sunrise at Campobello Deborah Kerr – U smiraj dana Shirley MacLaine – Apartman Melina Mercouri – Nikad nedjeljom                            |
| 1961.  | Sophia Loren – Dvije žene                                                 | Audrey Hepburn – Doručak kod Tiffanyja Piper Laurie – Hazarder Geraldine Page – Ljeto i dim Natalie Wood – Sjaj u travi                                    |
| 1962.  | Anne Bancroft – Čudotvorka                                                | Bette Davis – Što se dogodilo s Baby Jane? Katharine Hepburn – Dugo putovanje u noć Geraldine Page – Slatka ptica mladosti Lee Remick – Dani vina i ruža   |
| 1963.  | Patricia Neal – Hud                                                       | Leslie Caron – Soba u obliku slova L Shirley MacLaine – Slatka Irma Rachel Roberts – Sportski život Natalie Wood – Ljubav sa strancem                      |
| 1964.  | Julie Andrews – Mary Poppins                                              | Anne Bancroft – The Pumpkin Eater Sophia Loren – Brak na talijanski način Debbie Reynolds – Nepotopiva Molly Brown Kim Stanley – Seance on a Wet Afternoon |
| 1965.  | Julie Christie – Darling                                                  | Julie Andrews – Moje pjesme, moji snovi Samantha Eggar – Kolekcionar Elizabeth Hartman – A Patch of Blue Simone Signoret – Brod luđaka                     |
| 1966.  | Elizabeth Taylor – Tko se boji Virginije Woolf?                           | Anouk Aimée – Jedan muškarac i jedna žena Ida Kaminska – The Shop on Main Street Lynn Redgrave – Djevojka Georgy Vanessa Redgrave – Morgan                 |
| 1967.  | Katharine Hepburn – Pogodi tko dolazi na večeru                           | Anne Bancroft – Diplomac Faye Dunaway – Bonnie i Clyde Edith Evans – Šaptači Audrey Hepburn – Sama u tami                                                  |
| 1968.  | Katharine Hepburn – Zima jednog lava Barbra Streisand – Smiješna djevojka | Patricia Neal – U pitanju bijahu ruže Vanessa Redgrave – Isadora Joanne Woodward – Rachel, Rachel                                                          |
| 1969.  | Maggie Smith – Uzor gospođice Jean Brodie                                 | Genevieve Bujold – Anne od tisuću dana Jane Fonda – Konje ubijaju, zar ne? Liza Minnelli – Nasrtljiva djevojka Jean Simmons – Sretan svršetak              |

### 1970-e
| Godina | Dobitnica film                                  | Nominirane |
| ------ | ----------------------------------------------- | --- |
| 1970.  | Glenda Jackson – Zaljubljene žene               | Jane Alexander – Velika bijela nada Ali MacGraw – Ljubavna priča Sarah Miles – Ryanova kći Carrie Snodgress – Diary of a Mad Housewife                              |
| 1971.  | Jane Fonda – Klute                              | Julie Christie – McCabe i gospođa Miller Glenda Jackson – Nedjelja, krvava nedjelja Vanessa Redgrave – Marija, škotska kraljica Janet Suzman – Nikolaj i Aleksandra |
| 1972.  | Liza Minnelli – Cabaret                         | Diana Ross – Dama pjeva blues Maggie Smith – Putovanja s mojom tetom Cicely Tyson – Sounder Liv Ullmann – Emigranti                                                 |
| 1973.  | Glenda Jackson – A Touch of Class               | Ellen Burstyn – Egzorcist Marsha Mason – Cinderella Liberty Barbra Streisand – Djevojka koju sam volio Joanne Woodward – Ljetne želje, zimski snovi                 |
| 1974.  | Ellen Burstyn – Alice više ne stanuje ovdje     | Diahann Carroll – Claudine Faye Dunaway – Kineska četvrt Valerie Perrine – Lenny Gena Rowlands – Žena pod utjecajem                                                 |
| 1975.  | Louise Fletcher – Let iznad kukavičjeg gnijezda | Ann-Margret – Tommy Isabelle Adjani – Priča o Adele H. Glenda Jackson – Hedda Carol Kane – Hester Street                                                            |
| 1976.  | Faye Dunaway – TV mreža                         | Marie-Christine Barrault – Rođak, rođakinja Talia Shire – Rocky Sissy Spacek – Carrie Liv Ullmann – Licem u lice                                                    |
| 1977.  | Diane Keaton – Annie Hall                       | Anne Bancroft – Životna prekretnica Jane Fonda – Julia Shirley MacLaine – Životna prekretnica Marsha Mason – Djevojka za zbogom                                     |
| 1978.  | Jane Fonda – Povratak veterana                  | Ingrid Bergman – Jesenja sonata Ellen Burstyn – U isto vrijeme, sljedeće godine Jill Clayburgh – Slobodna žena Geraldine Page – Interijeri                          |
| 1979.  | Sally Field – Norma Rae                         | Jill Clayburgh – Početi iznova Jane Fonda – Kineski sindrom Marsha Mason – Drugo poglavlje Bette Midler – Ruža                                                      |

### 1980-e
| Godina | Dobitnica film                                    | Nominirane |
| ------ | ------------------------------------------------- | --- |
| 1980.  | Sissy Spacek – Rudareva kći                       | Ellen Burstyn – Uskrsnuće Goldie Hawn – Vojnik Benjamin Mary Tyler Moore – Obični ljudi Gena Rowlands – Gloria                                    |
| 1981.  | Katharine Hepburn – Ljetnikovac na Zlatnom jezeru | Diane Keaton – Crveni Marsha Mason – Samo kad se smijem Susan Sarandon – Atlantic City Meryl Streep – Žena francuskog poručnika                   |
| 1982.  | Meryl Streep – Sofijin izbor                      | Julie Andrews – Victor, Victoria Jessica Lange – Frances Sissy Spacek – Nestali Debra Winger – Časnik i gospodin                                  |
| 1983.  | Shirley MacLaine – Vrijeme nježnosti              | Jane Alexander – Oporuka Meryl Streep – Silkwood Julie Walters – Odgajajući Ritu Debra Winger – Vrijeme nježnosti                                 |
| 1984.  | Sally Field – Mjesto u srcu                       | Judy Davis – Put u Indiju Jessica Lange – Zemlja Vanessa Redgrave – The Bostonians Sissy Spacek – Rijeka                                          |
| 1985.  | Geraldine Page – Putovanje u Bountiful            | Anne Bancroft – Agnes od Boga Whoopi Goldberg – Boja purpura Jessica Lange – Slatki snovi Meryl Streep – Moja Afrika                              |
| 1986.  | Marlee Matlin – Djeca manjeg boga                 | Jane Fonda – Jutro poslije Sissy Spacek – Zločini srca Kathleen Turner – Peggy Sue se udala Sigourney Weaver – Aliens                             |
| 1987.  | Cher – Začarana mjesecom                          | Glenn Close – Fatalna privlačnost Holly Hunter – TV Dnevnik Sally Kirkland – Anna Meryl Streep – Čelični korov                                    |
| 1988.  | Jodie Foster – Optužena                           | Glenn Close – Opasne veze Melanie Griffith – Zaposlena djevojka Meryl Streep – Krik u tami Sigourney Weaver – Gorile u magli                      |
| 1989.  | Jessica Tandy – Vozeći gospođicu Daisy            | Isabelle Adjani – Camille Claudel Pauline Collins – Shirley Valentine Jessica Lange – Glazbena kutija Michelle Pfeiffer – Fantastična braća Baker |

### 1990-e
| Godina | Dobitnica film                            | Nominirane |
| ------ | ----------------------------------------- | --- |
| 1990.  | Kathy Bates – Misery                      | Anjelica Huston – Varalice Julia Roberts – Zgodna žena Meryl Streep – Razglednice iz pakla Joanne Woodward – Gospodin i gospođa Bridge                 |
| 1991.  | Jodie Foster – Kad jaganjci utihnu        | Geena Davis – Thelma i Louise Laura Dern – Rascvjetala ruža Bette Midler – Za momke Susan Sarandon – Thelma i Louise                                   |
| 1992.  | Emma Thompson – Howards End               | Catherine Deneuve – Indokina Mary McDonnell – Passion Fish Michelle Pfeiffer – Ljubavno polje Susan Sarandon – Lorenzovo ulje                          |
| 1993.  | Holly Hunter – Glasovir                   | Angela Bassett – Što ljubav ima veze s tim? Stockard Channing – Šest stupnjeva razdvojenosti Emma Thompson – Na kraju dana Debra Winger – Zemlja sjena |
| 1994.  | Jessica Lange – Plavo nebo                | Jodie Foster – Nell Miranda Richardson – Tom i Viv Winona Ryder – Male žene Susan Sarandon – Klijent                                                   |
| 1995.  | Susan Sarandon – Odlazak u smrt           | Elisabeth Shue – Napuštajući Las Vegas Sharon Stone – Casino Meryl Streep – Mostovi okruga Madison Emma Thompson – Razum i osjećaji                    |
| 1996.  | Frances McDormand – Fargo                 | Brenda Blethyn – Tajne i laži Diane Keaton – Marvinova soba Kristin Scott Thomas – Engleski pacijent Emily Watson – Lomeći valove                      |
| 1997.  | Helen Hunt – Bolje ne može                | Helena Bonham Carter – Krila golubice Julie Christie – Nakon ponoći Judi Dench – Gospođa Brown Kate Winslet – Titanic                                  |
| 1998.  | Gwyneth Paltrow – Zaljubljeni Shakespeare | Cate Blanchett – Elizabeta Fernanda Montenegro – Glavni kolodvor Meryl Streep – One True Thing Emily Watson – Hilary i Jackie                          |
| 1999.  | Hilary Swank – Dečki ne plaču             | Annette Bening – Vrtlog života Janet McTeer – Tumbleweeds Julianne Moore – Kraj ljubavne afere Meryl Streep – Glazba mog srca                          |

### 2000-e
| Godina | Dobitnica film                            | Nominirane |
| ------ | ----------------------------------------- | --- |
| 2000.  | Julia Roberts – Erin Brockovich           | Juliette Binoche – Čokolada Joan Allen – Kandidat Ellen Burstyn – Rekvijem za snove Laura Linney – Računaj na mene                                    |
| 2001.  | Halle Berry – Monster's Ball              | Judi Dench – Iris Nicole Kidman – Moulin Rouge Sissy Spacek – U zamci Renée Zellweger – Dnevnik Bridget Jones                                         |
| 2002.  | Nicole Kidman – Sati                      | Salma Hayek – Frida Diane Lane – Nevjerna Julianne Moore – Daleko od raja Renée Zellweger – Chicago                                                   |
| 2003.  | Charlize Theron – Čudovište               | Keisha Castle-Hughes – Jahačica kitova Diane Keaton – Ljubav nema pravila Samantha Morton – U Americi Naomi Watts – 21 gram                           |
| 2004.  | Hilary Swank – Djevojka od milijun dolara | Annette Bening – Biti Julia Catalina Sandina Moreno – Marija milosti puna Imelda Staunton – Vera Drake Kate Winslet – Vječni sjaj nepobjedivog uma    |
| 2005.  | Reese Witherspoon – Hod po rubu           | Judi Dench – Gđa. Henderson vam predstavlja... Felicity Huffman – Transamerica Keira Knightley – Ponos i predrasude Charlize Theron – Sjeverna zemlja |
| 2006.  | Helen Mirren – Kraljica                   | Penélope Cruz – Vraćam se Judi Dench – Bilješke o skandalu Meryl Streep – Vrag nosi Pradu Kate Winslet – Mala djeca                                   |
| 2007.  | Marion Cotillard – La Vie en Rose         | Cate Blanchett – Zlatne godine kraljice Elizabete Julie Christie – Daleko od nje Laura Linney – Obitelj Savage Ellen Page – Juno                      |
| 2008.  | Kate Winslet – Žena kojoj sam čitao       | Anne Hathaway – Rachel se udaje Angelina Jolie – Zamjena Melissa Leo – Smrznuta rijeka Meryl Streep – Sumnja                                          |
| 2009.  | Sandra Bullock – Priča o prvaku           | Helen Mirren - The Last Station Carey Mulligan - Sve o jednoj djevojci Gabourey Sidibe - Precious Meryl Streep - Julie i Julia                        |

### 2010-e
| Godina | Dobitnica film                              | Nominirane |
| ------ | ------------------------------------------- | --- |
| 2010.  | Natalie Portman – Crni labud                | Annette Bening - Djeca su dobro Nicole Kidman - Zečja rupa Jennifer Lawrence - Zimska kost Michelle Williams - Blue Valentine                        |
| 2011.  | Meryl Streep – Željezna lady                | Glenn Close - Albert Nobbs Viola Davis - Tajni život kućnih pomoćnica Rooney Mara - Muškarci koji mrze žene Michelle Williams - Moj tjedan s Marilyn |
| 2012.  | Jennifer Lawrence – U dobru i zlu           | Jessica Chastain - Zero Dark Thirty Emmanuelle Riva - Ljubav Quvenzhane Wallis - Zvijeri južnih divljina Naomi Watts - Nemoguće                      |
| 2013.  | Cate Blanchett – Jasmine French             | Amy Adams - Američki varalice Sandra Bullock - Gravitacija Judi Dench - Philomena Meryl Streep - Kolovoz u okrugu Osage                              |
| 2014.  | Julianne Moore – Još uvijek Alice           | Marion Cotillard - Dva dana, jedna noć Felicity Jones - Teorija svega Rosamund Pike - Nestala Reese Witherspoon - Divljina                           |
| 2015.  | Brie Larson – Soba                          | Cate Blanchett - Carol Jennifer Lawrence - Joy Charlotte Rampling - 45 godina Saoirse Ronan - Brooklyn                                               |
| 2016.  | Emma Stone – La La Land                     | Isabelle Huppert - Ona Ruth Negga - Loving Natalie Portman - Jackie Meryl Streep - Florence Foster Jenkins                                           |
| 2017.  | Frances McDormand – Tri plakata izvan grada | Sally Hawkins - Oblik vode Margot Robbie - Ja, Tonya Saoirse Ronan - Lady Bird Meryl Streep - Novine                                                 |
| 2018.  | Olivia Colman – Miljenica                   | Glenn Close – Supruga Lady Gaga – Zvijezda je rođena Melissa McCarthy – Možete li mi ikad oprostiti? Yalitza Aparicio – Roma                         |
| 2019.  | Renée Zellweger – Judy                      | Charlize Theron – One su bombe Cynthia Erivo – Harriet Saoirse Ronan – Male žene Scarlett Johansson – Priča o braku                                  |

### 2020-e
| Godina        | Dobitnica film                     | Nominirane |
| ------------- | ---------------------------------- | --- |
| 2020. / 2021. | Frances McDormand – Zemlja nomada  | Viola Davis - Ma Rainey's Black Bottom Andra Day - Sjedinjene Države protiv Billie Holiday Vanessa Kirby - Krhotine žene Carey Mulligan - Djevojka koja obećava |
| 2021.         | Jessica Chastain – Oči Tammy Faye  | Olivia Colman - Mračna kći Penélope Cruz - Paralelne majke Nicole Kidman - Biti Ricardo Kristen Stewart - Spencer                                               |
| 2022.         | Michelle Yeoh – Sve u isto vrijeme | Cate Blanchett - Tár Ana de Armas - Plavuša Andrea Riseborough - Za Leslie Michelle Williams - Fabelmanovi                                                      |
| 2023.         | Emma Stone – Uboga stvorenja       | Annette Bening - Nyad Lily Gladstone - Ubojice cvjetnog mjeseca Sandra Hüller - Anatomija pada Carey Mulligan - Maestro                                         |

## Strane dobitnice
Kako su Oscari osnovani u Sjedinjenim Državama te se fokusiraju na hollywoodsku filmsku industriju, većina dobitnika Oscara su bili Amerikanci. Bez obzira na to, mnogo je glumica pobjednica bilo iz inozemstva.
- Australija: Nicole Kidman i Cate Blanchett
- Belgija: Audrey Hepburn
- Francuska: Claudette Colbert, Simone Signoret i Marion Cotillard
- Indija: Vivien Leigh
- Italija: Sophia Loren i Anna Magnani
- Južna Afrika: Charlize Theron
- Kanada: Marie Dressler, Mary Pickford i Norma Shearer bile su pobjednice tri godine uzastopce.
- Malezija: Michelle Yeoh
- Njemačka: Luise Rainer
- Švedska: Ingrid Bergman
- Ujedinjeno Kraljevstvo: Julie Andrews, Julie Christie, Joan Fontaine, Greer Garson, Glenda Jackson, Helen Mirren, Maggie Smith, Elizabeth Taylor, Emma Thompson i Kate Winslet

Na 37. dodjeli Oscara (1964.), po prvi put u povijesti, sve četiri glumačke nagrade su otišle neameričkim glumcima: Rexu Harrisonu, Julie Andrews, Peteru Ustinovu i Lili Kedrovoj. To se drugi put dogodilo na 80. dodjeli (2007.) kad su pobjednici bili Daniel Day-Lewis, Marion Cotillard, Javier Bardem i Tilda Swinton.

## Vanjske poveznice
- Oscars.org (Službena stranica Akademije)
- Oscar.com (Službena promotivna stranica dodjele)
- Akademijina baza podataka  Arhivirana inačica izvorne stranice od 13. rujna 2008. (Wayback Machine) (službena stranica)